# K线 (X射线)
在天文学光谱学中，K线与L线，都是一种谱峰，用以观测和描述恒星的光谱。K线与铁相关，是来自6.14keV（千电子伏特）附近的发射线。
2006年10月5日，NASA宣布早期使用日本宇宙航空研究开发机构的朱雀卫星与XMM-牛顿卫星协同工作的结果，“对黑洞旋转速率的计时及对物质倒进空洞的角度的观测，连同X光被重力拉回压平所形成的一道墙的证据。”研究团队观测了来自“宽铁K线”的X射线的发射，这些“宽铁K线”接近于星系MCG-6-30-15和MCG-5-23-16的数个超大质量黑洞的事件视界。普通的窄K线被物质所发射的X射线的多普勒效应（红移或蓝移）所拓宽，而这些物质受到黑洞重力的影响。最后结果與爱因斯坦的广义相对论所预言相同。该研究团队由来自剑桥大学的安德鲁·费边和来自美国戈达德太空飞行中心的詹姆斯·李维夫斯所领导。